# Fossiele subsidies
Fossiele subsidies zijn financiële maatregelen van overheden die voordelen bieden aan maatschappelijke sectoren die gebruik maken van fossiele energiebronnen. Het betreft dus niet enkel subsidies in de strikte zin van het woord en de subsidies kunnen zowel aan leveranciers als gebruikers ten goede komen.
Onder fossiele subsidies kunnen verschillende vormen worden verstaan, zoals directe financiële bijdragen, belastingvoordelen, gunstige leningen, CO2-certificaten of andere financiële prikkels. Het stimuleren van consumptie en gebruik van fossiele brandstoffen of het aantrekken van bedrijven in die sector kan het doel zijn, maar kan ook een neveneffect zijn.

## Historie
Historisch gezien zijn fossiele subsidies ontstaan in een tijd waarin fossiele brandstoffen een cruciale rol speelden in de economische groei van veel landen, welke gepaard ging met een grotere behoefte aan energie. Ze werden gezien als een manier om een interessant vestigingsklimaat te creëren voor bedrijven en om producten goedkoop te kunnen laten produceren.
Sinds de opkomst van bewustzijn over en prioriteit voor het tegengaan van klimaatverandering, veelal gelinkt aan het gebruik van fossiele brandstoffen, zijn er zorgen en kritiek op fossiele subsidies. Daarom houden overheden zich steeds vaker bezig met het afbouwen van fossiele subsidies om zo de overstap naar duurzame energie aantrekkelijker te maken, zodat deze eerlijker kan concurreren met fossiele energie. Wereldwijd zijn milieuorganisaties en klimaatactivisten, zoals die van Extinction Rebellion, actief bezig met het lobbyen voor afbouwen van fossiele subsidies.
De NOS noemt de term fossiele subsidies wat verwarrend (doorgaans is een subsidie een geldbedrag) en geeft een definitie die door internationale organisaties en ook door het Nederlandse kabinet gebruikt wordt: Bij fossiele subsidies gaat het om een verzamelnaam van financiële voordelen voor bedrijven. Het gaat vooral om belastingvoordelen.
Voordelen voor gebruikers kunnen hier ook onder vallen als ze de leveranciers een betere marktpositie geven. Sommige fossiele subsidies zijn lastig door nationale overheden af te bouwen, zoals de internationale belastingvrijstelling voor kerosine in de luchtvaart en de belastingvrijstelling voor diesel- en stookolie voor de binnenvaart in de Europese Unie.
Tijdens de G20-top van Pittsburgh in 2009 werd er opgeroepen om "inefficiënte fossiele-energie subsidies uit te faseren".

## Fossiele subsidies in Nederland
Nederland kent een reeks fossiele subsidies. Hoewel er internationaal al langer aandacht was, waren de subsidies in Nederland tot de eind jaren 2010 geen politiek aandachtspunt en was er weinig over bekend. Tot eind 2018 stelde de Nederlandse overheid dat er geen fossiele subsidies waren. In 2021 werden de fossiele subsidies het grote actiepunt van de milieubeweging. Anno 2023 zou het gaan om een bedrag van 40 miljard of meer. Een deel ter waarde van 22 miljard vloeit voort uit internationale afspraken, maar de meeste regelingen kunnen door Nederland afgebouwd worden zonder juridische bezwaren.

### Inzicht in bedragen
In 2020 kwam het Ministerie van Economische Zaken en Klimaat naar aanleiding van Kamervragen met een opsomming die uitkwam op een bedrag van 4,5 miljard euro over 2019. Dit was een beperkte inventarisatie met veel oningevulde posten die volgens het ministerie onbekend waren. Economisch onderzoekers noemden het bedrag een ondergrens, beschuldigden de Nederlandse overheid van een gebrek aan transparantie en eisten urgente actie van de overheid.
In uitgebreidere onderzoekingen bleek het om veel meer geld te gaan. In 2022 becijferde economisch-onderzoeker Alman Metten de subsidies op 17,3 miljard euro per jaar over 2019 en 2020. Begin 2023 stelde hij dit bij tot 30 miljard euro per jaar. Begin september 2023 presenteerde Stichting Onderzoek Multinationale Ondernemingen een onderzoek in opdracht van Milieudefensie en Oil Change National dat 31 fiscale regelingen onder de loep nam. Over 2020, 2021 en 2022 kwam men uit op 37,5 miljard euro per jaar. Dit bedrag werd door Minister voor Klimaat en Energie Rob Jetten bevestigd als ruwweg kloppend. Volgens de Prinsjesdagstukken van 2023 ging het om een bedrag tussen de 39,7 en 46,4 miljard euro.. In 2024 gaat het op basis van de Prinsjesdagstuken om een bedrag van 28,5 miljard euro. 

### Inventarisatie in 2020
De beperkte inventarisatie uit 2020 noemde de volgende regelingen:
- Verlaagd tarief voor aardgas in de glastuinbouw
- Teruggaafregeling kerken en non profit
- Teruggaafregeling energie-intensieve industrie
- Vrijstellingen voor energie-intensieve processen
- Duaal verbruik kolen
- Vrijstellingen industriële processen
- Degressief tarief energiebelasting
- Vrijstelling gebruik van aardgas en kolen voor elektriciteitsopwekking
- Vrijstelling gebruik van kerosine in het internationale luchtverkeer
- Vrijstelling gebruik van diesel- en stookolie voor de commerciële vaart in de binnenwateren en de communautaire wateren
- Raffinaderijvrijstelling
- Afwijkende belastingtarieven tussen diesel en benzine
- EU-ETS compensatie
- Investeringsaftrek t.b.v. opsporen en winning aardgas kleine velden Noordzee.

### Extinction Rebellion Nederland
Extinction Rebellion Nederland, een milieuactivistische organisatie die zich bezighoudt met het lobbyen om fossiele subsidies af te schaffen, noemt onder andere de volgende maatregelen als voorbeelden van fossiele subsidies:
- Het degressieve belastingstelsel voor grootverbruikers van elektriciteit en gas, waarbij gesteld wordt dat organisaties als Tata Steel, Shell en Dow Chemical honderd keer minder belasting betalen dan midden- en kleinbedrijven.
- Het ontbreken van accijns op olie, gas en kolen voor elektriciteitsopwekking.
- Het ontbreken van accijns en btw op luchtvaart, waaronder op kerosine.
- Het ontbreken van accijns voor raffinaderijen.
- Het uitgeven van gratis CO2-uitstootrechten van de overheid aan grote bedrijven.

### Afbouw fossiele subsidies[18]
In het coalitieakkoord staan een aantal concrete maatregelen die het kabinet neemt om te verduurzamen:
- de CO2-heffing voor de industrie wordt steeds strenger;
- per 1 januari is er een minimum CO2-prijs voor de industrie, in aanvulling op de bestaande CO2-heffing;
- de belasting op aardgas gaat de komende jaren omhoog;
- de belasting op elektriciteit gaat de komende jaren omlaag;
- de vliegbelasting is per 1 januari 2023 verhoogd naar € 26,43;

Verder geldt er sinds 1 januari 2025:
- geen vrijstelling meer voor aardgas bij de productie van onder andere bouwmaterialen en metalen;
- geen verlaagd tarief meer voor glastuinbouwbedrijven;
- een beperking van de inputvrijstelling voor aardgasgebruik bij warmtekrachtkoppeling;
- een aanscherping van de nationale CO2-heffing voor de industrie.

Ook wil het kabinet zorgen voor minder vrijstellingen en hogere minimumtarieven binnen de Europese Richtlijn Energiebelastingen. 